# Agapanthia simplicicornis
Agapanthia simplicicornis — вид жесткокрылых из семейства усачей.

## Распространение
Распространён в Израиле, Сирии и на юге Турции.

## Описание
Жук длиной от 12 до 18 мм. Время лёта с апреля по июнь.

## Развитие
Жизненный цикл вида длится год.